# Leprosy
Leprosy – album amerykańskiej grupy deathmetalowej Death. Wydany został w 1988 roku.

## Lista utworów
1. "Leprosy" (muz. Schuldiner, sł. Schuldiner) – 6:19
2. "Born Dead" (muz. Schuldiner, Rozz, sł. Schuldiner) – 3:25
3. "Forgotten Past" (muz. Schuldiner, Rozz, sł. Schuldiner) – 4:33
4. "Left to Die" (muz. Schuldiner, Rozz, sł. Schuldiner) – 4:35
5. "Pull the Plug" (muz. Schuldiner, sł. Schuldiner) – 4:25
6. "Open Casket" (muz. Schuldiner, Rozz, sł. Schuldiner) – 4:53
7. "Primitive Ways" (muz. Rozz, sł. Schuldiner) – 4:20
8. "Choke on It" (muz. Schuldiner, Rozz, sł. Schuldiner) – 5:54

## Twórcy
- Chuck Schuldiner – gitara elektryczna/basowa, śpiew, muzyka, słowa
- Rick Rozz – gitara, muzyka
- Terry Butler – gitara basowa[3]
- Bill Andrews – perkusja
- Zarejestrowano w Morrisound Recording w Tampa
- Dan Johnson – produkcja
- Scott Burns – inżynieria dźwięku
- Michael Fuller – mastering (Fullersound w Miami)
- Eric Greif – management
- Frank White – fotografie
- Ed Repka – ilustracje
- David Bett – ilustracje